# Équipe du Togo de football
Cet article traite de l'équipe masculine. Pour l'équipe féminine, voir Équipe du Togo féminine de football.
Maillots
Actualités
Les Eperviers du Togo, est l'équipe nationale de football au Togo. Elle est constituée d'une sélection des meilleurs joueurs togolais sous l'égide de la Fédération togolaise de football.

## Histoire

### Les débuts du Togo jusqu’en 1972
L'équipe du Togo de football est constituée par une sélection des meilleurs joueurs togolais sous l'égide de la Fédération togolaise de football. Le premier match officiel du Togo fut joué à domicile contre le Ghana, le 13 octobre 1956. Cela se solda par un score de 1 – 1. Le match fut joué alors que le pays n’était pas encore indépendant vis-à-vis de la France (27 avril 1960, date de l’indépendance). Avant la fondation de la Fédération togolaise, le football togolais était géré par le District Territorial de Football du Togo. C'est depuis l'indépendance du pays qu'a été fondée la Fédération togolaise de football le 24 janvier 1960. Elle est affiliée à la FIFA depuis 1962 et est membre de la CAF depuis 1963.

### De 1972 à 1996
Le Togo participe aux éliminatoires de la Coupe du monde pour l’édition de 1974 en RFA, où il fut éliminé au premier tour par le seul représentant africain en 1974, le Zaïre. De 1972 à 1996, le Togo n’a participé qu’à deux CAN, en 1972 et en 1984. À la CAN 1972, il ne prit que deux points (deux matchs nuls contre le Kenya et le Mali). Edmond « Dr Kaolo » Apéti marqua quatre buts dans ce tournoi. Pour la Coupe du monde 1978, il fut éliminé au deuxième tour par la Guinée. Une des plus larges défaites du Togo furent enregistrées le 28 octobre 1979, au Maroc contre le Maroc, cela se solda par un score sans appel de 7 buts à 0. Pour la Coupe du monde 1982, il fut éliminé au deuxième tour par le Niger. À la CAN 1984, il ne prit qu’un point contre l’Égypte, et marqua un seul but contre le Cameroun (1-4, but de Rafiou Moutairou). Pour la Coupe du monde 1986, il déclara forfait. De même en 1990. En 1994, l’équipe du Togo de football fut éliminée au deuxième tour terminant dernier derrière le Zimbabwe, l’Angola et l’Égypte.

### De 1996 à 2006
Pour la Coupe du monde 1998, le Togo est éliminé au second tour, terminant dernier. À la CAN 1998, il termine dernier malgré une victoire contre le Ghana (2-1). Une des plus larges défaites de l’équipe du Togo de football fut enregistrée le 7 janvier 2000, à Tunis, contre la Tunisie, sur le score de 7 buts à 0. À la CAN 2000, il frôla de peu la qualification pour les quarts, avec une égalité parfaite entre les quatre équipes (Cameroun, Ghana, Togo et Côte d’Ivoire) mais la différence de buts a permis au Cameroun et au Ghana de passer. Pour la Coupe du monde 2002, le Togo passe le premier tour en éliminant la Guinée-Bissau, mais fut classé quatrième sur cinq, dans la poule du Cameroun, de la Zambie, de la Libye et l’Angola. À la CAN 2002, il termina troisième du groupe, composé de la Côte d’Ivoire, de la RD Congo et du Cameroun. Pour la CAN 2004, il termine deuxième du groupe composé de la Mauritanie, du Cap-Vert et du Kenya, mais il n’est pas classé dans les deux meilleurs seconds, donc ne participe pas. À la CAN 2006, il tomba contre le Cameroun, la RD Congo et l’Angola. Il perd ses trois matchs, ne marquant que deux buts par l’intermédiaire de Mohamed Abdel Kader Coubadja Touré et de Mamam Cherif Touré contre l’Angola (2-3).

### Le Togo et la Coupe du monde 2006
Lors de la phase qualificative de la zone Afrique, le Togo a éliminé difficilement la Guinée Équatoriale (0-1 ; 2-0) au premier tour. Lors du second tour, L’équipe du Togo de football se retrouve dans le groupe 1 avec le Sénégal, le Congo, le Mali, la Zambie et le Libéria. Les Togolais, qui ne sont pas favoris, finissent premiers et se qualifient pour la Coupe du monde 2006, en gagnant tous les matchs à domicile, et en ne perdant qu’une seule fois contre la Zambie (1-2). Emmanuel Adebayor a été l'un des principaux artisans de la qualification de l'équipe du Togo pour la Coupe du monde de football 2006 en marquant 11 buts lors des éliminatoires. Stephen Keshi est aussi un des artisans de cette qualification mais après l'échec de le CAN 2006, il est remplacé en février 2006 par l'Allemand Otto Pfister. Lors de la coupe du monde 2006, les éperviers du Togo, se retrouvent dans le Groupe G avec la France, la Corée du Sud et la Suisse. Le 13 juin 2006 à Francfort, le Togo affronte la Corée du Sud, et cela se solde par une défaite 2 buts à 1. Le 19 juin 2006 à Dortmund, le Togo ne peut rien faire contre la Suisse qui gagne 2 buts à 0. Le 23 juin 2006 à Cologne, le Togo perd contre la France 2 buts à 0. Jean-Paul Abalo est le premier joueur togolais expulsé en Coupe du monde et Mohamed Abdel Kader Coubadja Touré est le seul buteur togolais en Coupe du monde. Le bilan est de 3 défaites pour 1 but marqué et 6 encaissés. On relèvera de cette équipe qu'elle fut combative et prometteuse pour l'avenir. Son manque d'expérience à ce niveau de la compétition ne lui a pas permis de ramener le moindre point. En août 2006, le Togo a atteint sa meilleure position au Classement FIFA, avec la 46e place.

### L'après Coupe du monde 2006

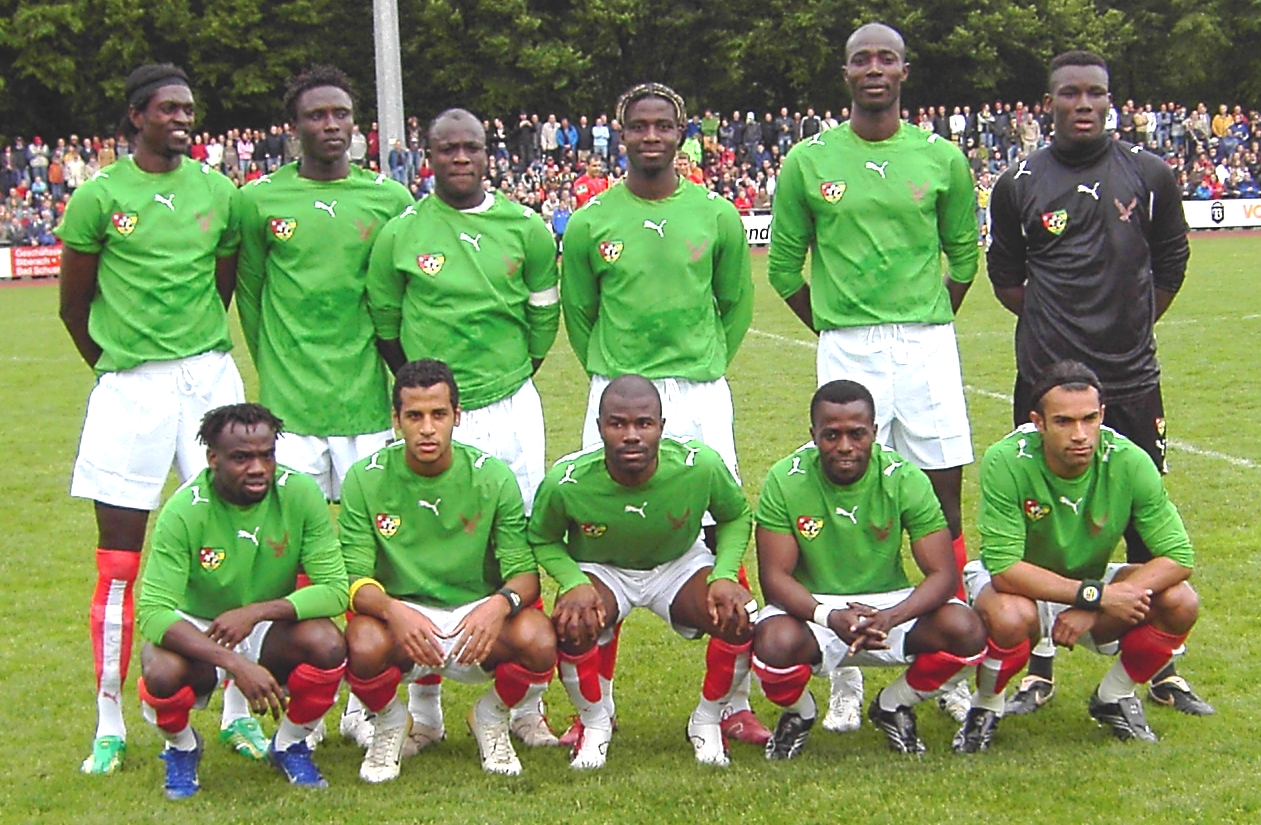
L'équipe nationale en 2006.

La plus large victoire des éperviers fut enregistrée le 21 novembre 2008, à Accra (Ghana) contre le Swaziland, qui se solda par un 6 buts à 0. Pourquoi à Accra ? Le comité exécutif de la Confédération africaine de football (CAF) réuni à Accra au Ghana en prélude au tirage au sort de la coupe d’Afrique des nations (CAN) 2008 a suspendu jusqu’à nouvel ordre le Stade de Kégué, à Lomé. « Le stade est suspendu jusqu’à ce que le comité de discipline de la CAF se réunisse pour se prononcer » selon une source proche de la CAF. Cette décision fait suite aux incidents qui ont eu lieu la semaine précédente à Lomé lors du match Togo-Mali (0-2). Des supporters togolais furieux après la défaite des Éperviers avaient envahi la pelouse du stade de Kégué et s’en étaient pris aux joueurs et supporters maliens. Selon un bilan établi par la Fédération togolaise de football, il y a eu 71 Maliens blessés et 12 Togolais. Pour la CAN 2008, l’équipe du Togo termina troisième sur quatre dans le groupe 9, composé du Mali, du Bénin et de la Sierra Leone, avec trois victoires et trois défaites, 7 buts marqués contre 9 encaissés. À la suite de l'échec de la qualification pour la CAN 2008 au Ghana, le contrat de Stephen Keshi n'est pas renouvelé et c'est Henri Stambouli qui a été nommé entraîneur du Togo fin avril 2008 pour qualifier le Togo à la Coupe du monde 2010. Il a disputé son premier match contre la Zambie le 31 mai 2008 (victoire 1-0 à Accra, but d’Adékambi Olufadé (La Gantoise). Avec des joueurs comme Emmanuel Adebayor (Manchester City), Thomas Dossevi (FC Nantes), Alaixys Romao (Grenoble Foot 38), Kossi Agassa (Stade de Reims), le Togo peut s'affirmer sur le plan continental.

### Coupe d'Afrique des nations 2010: l'attentat
Le vendredi 8 janvier 2010, alors que l'équipe se rend en Angola, son bus est mitraillé à la frontière angolaise par des rebelles de l'enclave de Cabinda. Deux personnes de la délégation togolaise à bord du bus ont été tuées par balle : Amélété Abalo, adjoint du sélectionneur, et Stanilas Ocloo, attaché de presse de la sélection. Le chauffeur du bus togolais, d'abord annoncé mort sur le coup, est en réalité vivant d'après le Premier ministre togolais Gilbert Houngbo. Le site de L'Équipe annonce aussi que le chauffeur du bus togolais et le gardien du GSI Pontivy Kodjovi Dodji Obilalé sont encore vivants, mais qu'ils sont placés aux soins intensifs en Afrique du Sud entre la vie et la mort. Cet attentat est revendiqué par les indépendantistes du FLEC-Position Militaire.
Le premier ministre togolais a également décrété trois jours de deuil national. Après avoir été rappelée par son gouvernement, la sélection du Togo renonce finalement à prendre part à la compétition malgré la volonté des joueurs de jouer en l'honneur de leurs camarades.
Le 30 janvier, le président de la Confédération africaine (CAF), Issa Hayatou déclare qu'en raison d'« interférences gouvernementales » ayant abouti au retrait de l'équipe togolaise de la CAN-2010, le Togo est suspendu pour les deux prochaines Coupes d'Afrique des nations et de 50 000 $ d'amende pour avoir été victime d'un attentat dans le pays organisateur de la Can-2010[pas clair] .
En avril 2010, Emmanuel Adebayor, encore choqué par l'attentat, annonce sa retraite internationale.
En mai 2010, le Comité exécutif de la CAF décide de lever les sanctions qui interdisaient au Togo de disputer les deux prochaines CAN (Coupe d'Afrique des Nations).

### Affaire Bahreïn-Togo
En septembre 2010, l'équipe de Bahreïn reçoit le Togo pour un match amical et gagne aisément la partie 3 à 0. Après la partie, il est révélé que l'équipe togolaise ne comprenait pas de « vrais » joueurs reconnus par la fédération et peut-être même des joueurs non togolais. Selon les premiers éléments de l'enquête, un agent de joueurs aurait arrangé le match à son profit.

### L'après Cabinda et la nomination de Didier Six
Après un bref passage de Thierry Froger et de Stephen Keshi à la tête de la sélection, le Français Didier Six est appelé par la Fédération pour les deux matches contre la Guinée-Bissau comptant pour le tour préliminaire des qualifications au Mondial 2014. Le 24 janvier 2012, il est nommé officiellement sélectionneur de l'équipe du Togo après avoir paraphé un contrat de deux ans. La fédération espère de Didier Six une qualification pour la phase finale de la Coupe d'Afrique des nations 2013. L'équipe du Togo remplit cet objectif après s'être imposé contre le Gabon à l'aller (0-1) et au retour (2-1). Malgré la qualification, certains joueurs, notamment Emmanuel Adebayor et le gardien Kossi Agassa rendent incertaine leur participation à la compétition, préférant tourner la page après le drame de Cabinda. Mais Six parvient à les convaincre de garder leur place au sein du groupe.

### Coupe d'Afrique des nations 2013
Le Togo se trouve dans le groupe D dit "groupe de la mort" en raison du niveau relevé des équipes qui le composent qui sont : la Côte d'Ivoire, la Tunisie et l'Algérie. Le premier match du groupe D commence avec la rencontre Togo - Côte d'Ivoire le 22 janvier 2013. Malgré une défaite de 2-1 (dont un but de Nibombé refusé), le Togo, qui partait largement dé-favori pour plusieurs observateurs, arrive à surprendre, frôlant d'ailleurs un match nul avec les Ivoiriens. Les Togolais parviennent à gagner leur match contre l'Algérie le 26 janvier 2013 2-0 à l'issue d'un match où 10 minutes de temps additionnel ont été ajoutés en fin de rencontre à cause des cages du gardien côté togolais qui ont été endommagés accidentellement par un joueur algérien et qui a vu la rencontre s'interrompre durant plusieurs minutes. 
Les Éperviers parviennent à créer l'exploit en se qualifiant pour la première fois de leur histoire à une phase de quart de finale d'une Coupe d'Afrique des nations, ayant parvenu à faire un match nul contre la Tunisie (1-1) et sauvés par un pénalty contestable raté par les Tunisiens. La Côte d'Ivoire et le Togo sont donc les deux qualifiés du groupe D pour les quarts de finale de la Coupe d'Afrique des nations 2013.
Le Togo rencontre le Burkina Faso pour leur premier match de quart de finale et se fait éliminer durant les prolongations sur un but de Pitroipa (1-0).
Cette Coupe d'Afrique des Nations reste marquée comme l'une des meilleures prestations qu'a offert le Togo jusqu'à présent durant une CAN.

## Palmarès
- Coupe du monde : 
  - 1er tour en 2006
- Coupe d'Afrique :
  - 8 participations
- Participation aux Jeux africains de Brazzaville en 1965 (Congo).
- Coupe Félix Houphouët-Boigny
  - Finaliste en 1982 (Bénin) et en 1983 (Côte d'Ivoire).
- Tournoi des Nations de la ZONE 3 :
  - Finaliste en 1984 (Ghana).

### Parcours enCoupe du monde
| Année | Position     |      | Année         | Position |               | Année | Position |
| 1930  | Non inscrite | 1974 | Non qualifiée | 2010     | Non qualifiée |       |          |
| 1934  | Non inscrite | 1978 | Non qualifiée | 2014     | Non qualifiée |       |          |
| 1938  | Non inscrite | 1982 | Non qualifiée | 2018     | Non qualifiée |       |          |
| 1950  | Non inscrite | 1986 | Non qualifiée | 2022     | Non qualifiée |       |          |
| 1954  | Non inscrite | 1990 | Non qualifiée | 2026     | Non qualifiée |       |          |
| 1958  | Non inscrite | 1994 | Non qualifiée | 2030     | Non qualifiée |       |          |
| 1962  | Non inscrite | 1998 | Non qualifiée | 2034     | Non qualifiée |       |          |
| 1966  | Non inscrite | 2002 | Non qualifiée |          |               |       |          |
| 1970  | Non inscrite | 2006 | 1er tour      |          |               |       |          |

### Parcours enCoupe d'Afrique
| Année | Position          |      | Année             | Position |                    | Année | Position |
| 1957  | Non inscrite      | 1982 | Tour préliminaire | 2006     | 1er tour           |       |          |
| 1959  | Non inscrite      | 1984 | 1er tour          | 2008     | Tour préliminaire  |       |          |
| 1962  | Non inscrite      | 1986 | Tour préliminaire | 2010     | 1er tour - Forfait |       |          |
| 1963  | Tour préliminaire | 1988 | Tour préliminaire | 2012     | Tour préliminaire  |       |          |
| 1965  | Non inscrite      | 1990 | Tour préliminaire | 2013     | Quarts de finale   |       |          |
| 1968  | Tour préliminaire | 1992 | Tour préliminaire | 2015     | Tour préliminaire  |       |          |
| 1970  | Tour préliminaire | 1994 | Tour préliminaire | 2017     | 1er tour           |       |          |
| 1972  | 1er tour          | 1996 | Tour préliminaire | 2019     | Tour préliminaire  |       |          |
| 1974  | Tour préliminaire | 1998 | 1er tour          | 2021     | Tour préliminaire  |       |          |
| 1976  | Tour préliminaire | 2000 | 1er tour          | 2023     | Tour préliminaire  |       |          |
| 1978  | Tour préliminaire | 2002 | 1er tour          | 2025     | Tour préliminaire  |       |          |
| 1980  | Tour préliminaire | 2004 | Tour préliminaire | 2027     | Tour préliminaire  |       |          |

## Les sélectionneurs
- 1965 :  Jean Robin
- 1972 :  Gottlieb Göller
- 1978-1982 :  Karim Ibrahim
- 1992 :  Julien Dovi Aguiar
- 1993 :  Baboima Ergot
- 1996-1997 :  Gottlieb Göller
- 1997 :  Paul Messan Zougbédé
- 1997-1998 :  Eberhard Vogel
- 1998-1999 :  Kodjovi Mawuéna
- 1999-2000 :  Gottlieb Göller
- 2000 :  Kodjovi Mawuéna
- 2000-2002 :  Souradji Tchanile
- 2002 :  Diego Garzitto
- 2002 :  Kodjovi Mawuéna
- 2002-2004 :  Antônio Dumas
- 2004-2006 :  Stephen Keshi
- 2006-déc.2006 :  Otto Pfister
- déc.2006-fév.2008 :  Stephen Keshi
- 2008-sept.2008 :  Henri Stambouli
- sept.2008-mars 2009 :  Kodjovi Mawuéna
- mars 2009-sept.2009 :  Jean Thissen
- oct.2009-mai 2010 :  Hubert Velud
- juin 2010-mars 2011 :  Thierry Froger
- mars 2011-nov.2011 :  Stephen Keshi
- nov.2011-juin 2013 :  Didier Six
- juin 2014-mai 2015 :  Tchakala Tchanilé
- janv.2015-avril 2016 :  Tom Saintfiet
- avril 2016-avril 2021 :  Claude Le Roy
- mai 2021-juin 2024 :  Paulo Duarte
- depuis juillet 2024[10] :  Daré Nibombé

## Classement FIFA
| Année              | 1993 | 1994 | 1995 | 1996 | 1997 | 1998 | 1999 | 2000 | 2001 | 2002 | 2003 | 2004 | 2005 | 2006 | 2007 | 2008 | 2009 | 2010 | 2011 | 2012 | 2013 | 2014 | 2015 | 2016 | 2017 | 2018 | 2019 | 2020 | 2021 | 2022 | 2023 | 2024 |
| ------------------ | ---- | ---- | ---- | ---- | ---- | ---- | ---- | ---- | ---- | ---- | ---- | ---- | ---- | ---- | ---- | ---- | ---- | ---- | ---- | ---- | ---- | ---- | ---- | ---- | ---- | ---- | ---- | ---- | ---- | ---- | ---- | ---- |
| Classement mondial | 113  | 86   | 92   | 87   | 78   | 68   | 87   | 81   | 71   | 86   | 94   | 89   | 56   | 60   | 72   | 86   | 71   | 103  | 101  | 71   | 72   | 62   | 96   | 91   | 122  | 123  | 126  | 128  | 124  | 127  | 118  | 120  |